# Estação Slavianskii Bulhvar
Slavianskii Bulhvar (em russo:  Славянский бульвар) é uma das estações da linha Arbatsko-Pokrovskaia (Linha 3) do Metro de Moscovo, na Rússia. Estação «Slavianskii Bulhvar» está localizada entre as estações «Kuntsevskaia» e «Park Pobedy».